# МАИР (промышленная группа)
Промышленная группа МАИР основана в конце 1992 года. В начале 2000-ных стала крупнейшей в мире сетью по заготовке лома чёрных металлов.
В 2008 году сбор и переработку лома для МАИР осуществляли 15 компаний-вторметов, насчитывающих 270 производственных площадок, в том числе 66 на Украине и четыре в Польше. Объём собственной заготовки и переработки лома составлял около 3 миллионов тонн в год. Свои активы группа оценивала в 25,6 млрд руб (около 1 миллиарда долларов).
В группу входили также заводы по производству чугуна в п. Верхняя Синячиха Свердловской области, литой заготовки и железных порошков в г. Красный Сулин Ростовской области, трубопроводной арматуры в г. Георгиевск Ставропольского края и лакокрасочных изделий в г. Загорск Московской области.
В рейтинге 200 крупнейших непубличных компаний журнала «Форбс» по итогам 2008 года «Промышленная группа МАИР» занимала 121-е место, с выручкой 19,9 млрд рублей.
Глава и основатель группы — Макушин Виктор Николаевич. С конца 90-х был известен своими выступлениями в СМИ против коррупции и некомпетентности в государственных органах России.
В 2009 году обвинен Сбербанком в финансовых махинациях и был вынужден уехать на Кипр. Россия потребовала экстрадиции и весной 2010 года Макушин несколько недель находился под арестом, его счета были арестованы. 7 сентября 2011 суд г. Лимасол отказал России в экстрадиции Макушина. Весной 2012 Швейцарская Прокуратура сняла арест со счетов Макушина. В декабре 2012 уголовное дело против Макушина в России было закрыто с формулировкой «За отсутствием состава преступления».
По словам Макушина, большая часть Российских активов МАИРа вследствие уголовного преследования была захвачена Сбербанком, а остальная собственность была продана по заниженным ценам.
В настоящее время деятельность МАИРа в России прекращена. Макушин проживает за рубежом.